# Cratere Po Ya
Po Ya  è un cratere sulla superficie di Mercurio.